# Katarzyna Dąbrowska
Katarzyna Dąbrowska (sinh ngày 14 tháng 3 năm 1984) là một diễn viên và ca sĩ người Ba Lan. Cô tốt nghiệp Học viện nghệ thuật sân khấu quốc gia Aleksander Zelwerowicz ở Warsaw.
Katarzyna Dąbrowska đã chiến thắng Cuộc thi hát tiếng Pháp toàn quốc. Cô giành được vị trí thứ 3 trong Bảng xếp hạng ca khúc – diễn viên lần thứ 28 tại Wrocław năm 2007. Cùng năm đó, Katarzyna Dąbrowska cũng chiến thắng hạng nhất trong cuộc thi Liên hoan tiếng hát sinh viên tại Kraków. Với vai diễn Kate trong vở "Tańce w Ballybeg" tại Liên hoan các trường sân khấu lần thứ 25, cô vinh dự nhận Giải thưởng hạng hai của Bộ trưởng Bộ văn hoá và Di sản Quốc gia.
Katarzyna Dąbrowska hiện là diễn viên trong nhà hát Teatr Współczesny tại Warsaw.

## Thành tích nghệ thuật
- 1997: Klan trong vai nhân viên ngân hàng
- 2005: Egzamin z życia trong vai bạn của Zeta
- 2006: M jak miłość trong vai Lidka
- 2006: Mrok trong vai Krycha
- 2007: Kryminalni trong vai Paulina Wysocka
- 2008: Londyńczycy trong vai nữ bồi bàn
- 2008–nay: Na dobre i na złe trong vai Wiktoria Manuela Consalida
- 2009: Teraz albo nigdy! trong vai Inka
- 2009-2010: Czas honoru trong vai Graba, lính gác trại tù
- 2009: Zuzanna trong vai Anna
- 2011: Czarny czwartek
- 2011: Urodziny
- 2016: The Innocents trong vai Sơ Anna